# Ghana Athletics Association
Die Ghana Athletics Association wurde 1944 als Gold Coast Amateur Athletics Association gegründet und ist der nationale Leichtathletikverband Ghanas.